# Guduscani
Guduscani (kroatisch Guduščani) war ein südslawischer Stamm im 9. Jahrhundert im heutigen Kroatien.
Die Guduscani wurden nur einmal erwähnt. 818 wurde Fürst Borna als dux Guduscanorum bezeichnet. In den Annales regni Francorum wurde er für das Jahr 821 als dux Dalmatiae et Liburniae bezeichnet.
Das Siedlungsgebiet der Guduschanen lag also wahrscheinlich in der Nähe der dalmatinischen Küste. Der Fluss Guduča bei Zadar ist sprachlich ähnlich, auch die Stadt Gacka (Lika). Die Guduscani gehörten 818 als Vasallen zum Fränkischen Reich. Weitere Nachrichten gibt es nicht über sie. Wahrscheinlich gehörten sie danach zum Fürstentum Dalmatien und Liburnien.